# Beatrix Szabó
Beatrix Szabó (* 11. November 1995) ist eine ungarische Leichtathletin, die im Dreisprung und im Siebenkampf an den Start geht.

## Sportliche Laufbahn
Erste internationale Erfahrungen sammelte Beatrix Szabó im Jahr 2017, als sie bei den U23-Europameisterschaften in Bydgoszcz mit 5008 Punkten auf den 26. Platz im Siebenkampf gelangte. 2023 wurde sie bei der 2. Liga der Team-Europameisterschaft im Zuge der Europaspiele in Chorzów mit 12,76 m Neunte im Dreisprung. Anschließend startete sie dank einer Wildcard bei den Weltmeisterschaften in Budapest und schied dort mit einer Weite von 12,79 m in der Qualifikationsrunde aus.
2014 wurde Szabó ungarische Meisterin im Siebenkampf sowie 2023 im Dreisprung. Zudem wurde sie 2023 auch Hallenmeisterin im Dreisprung.

## Persönliche Bestleistungen
- Dreisprung: 12,97 m (+1,8 m/s), 8. Juni 2023 in Budapest
  - Dreisprung (Halle): 13,02 m, 19. Februar 2023 in Nyíregyháza
- Siebenkampf: 5294 Punkte, 28. Mai 2017 in Miskolc
  - Fünfkampf (Halle): 3928 Punkte, 10. Februar 2018 in Budapest